# Lijst van Bosschenaren
Deze lijst van Bosschenaren betreft bekende personen die in de Nederlandse stad 's-Hertogenbosch zijn geboren en/of woonachtig zijn geweest.

## A

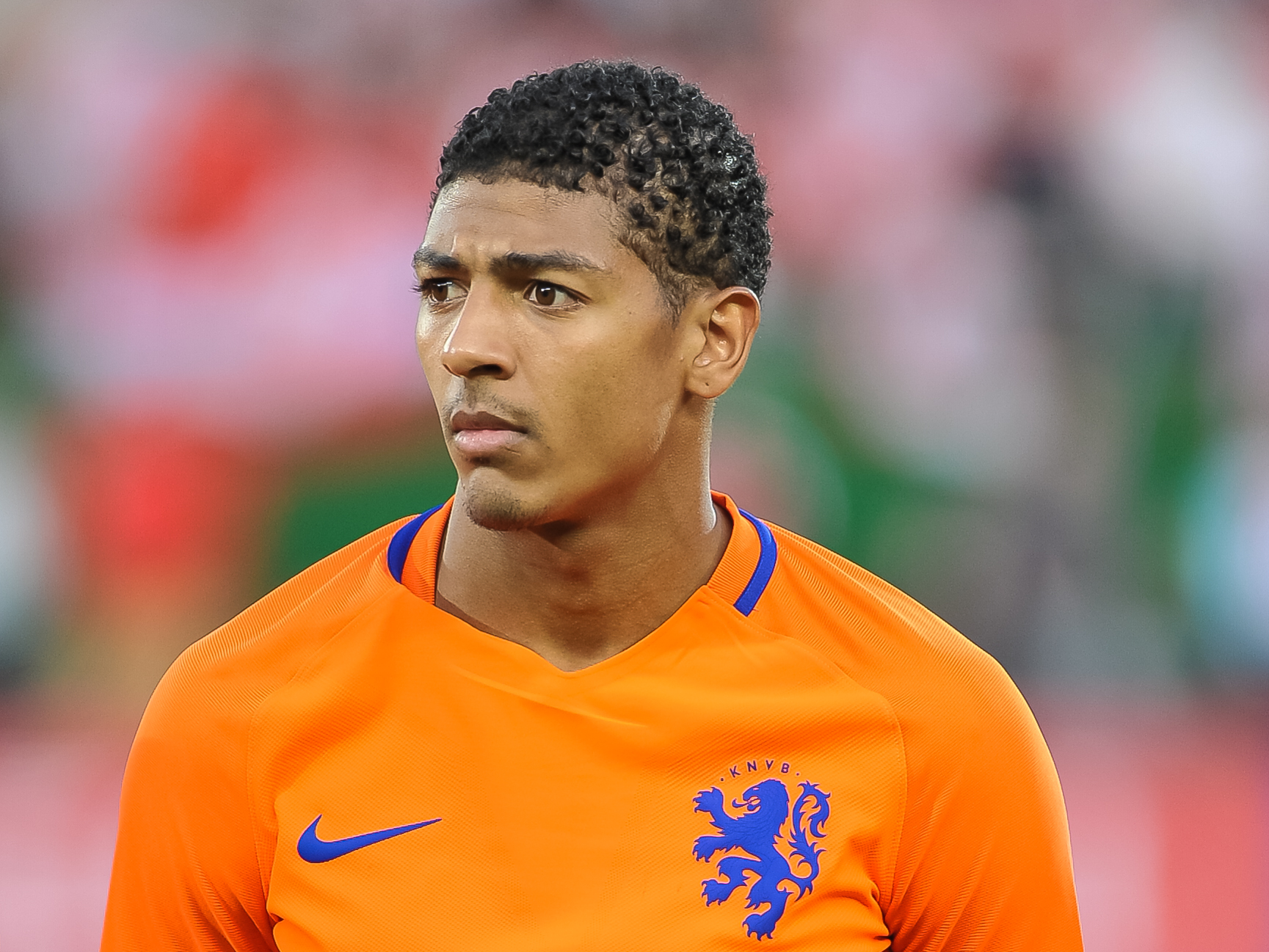
Voetballer Patrick van Aanholt

- Patrick van Aanholt (1990), voetballer
- Kees Aarts (1959), politocoloog
- Yassine Abdellaoui (1975), voetballer
- Petrus Ackermans (1867-1938), beeldhouwer
- Leon Adriaans (1944-2004), kunstschilder
- Rudy Aerts (1977), voetballer
- Nikolas Agrafiotis (2000), voetballer
- Hendrik Agylaeus (1533-1595), jurist
- Anthonis Goessens van Aken (ca. 1478-1516), kunstschilder

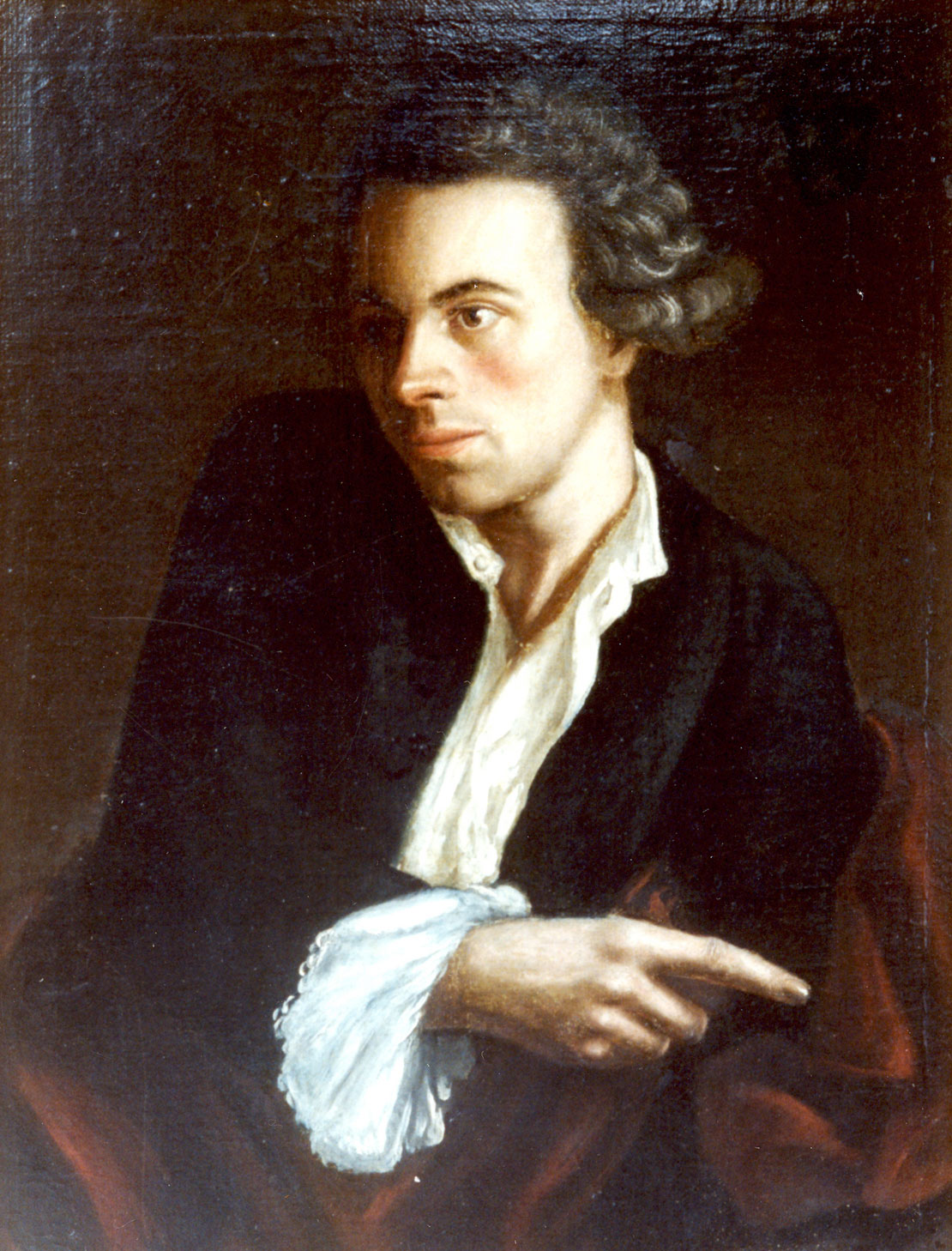
Graveur Theodoor Victor van Berckel

- Graveur Theodoor Victor van BerckelKees Akerboom jr. (1983), basketballer
- Goessen van Aken (ca. 1440-1495/99), kunstschilder
- Jan van Aken (ca. 1470-1537), beeldhouwer

## B
- Henri Bakker (1878-1933), luchtvaartpionier
- Christiaan Bangeman Huygens (1772-1857), diplomaat
- Bram Bart (1962-2012), acteur
- Dennis Bekkers (1980), teakwondoka
- Cees van Berckel (1932-2016), politicus
- Theodoor Victor van Berckel (1739-1808), graveur en medailleur
- Ronald van den Bersselaar (1962), decorontwerper
- Rowan Besselink (2004), voetballer
- Johannes Best (1893-1990), politicus
- Jan de Bie (1946-2021), beeldend kunstenaar
- Jirre den Biesen (1993), voetbalster
- Kees Bitter (1919-1945), verzetsstrijder
- Antoine Bodar (1944), priester
- Kunstschilder Jheronimus BoschJeroen Boelen (1978), wielrenner

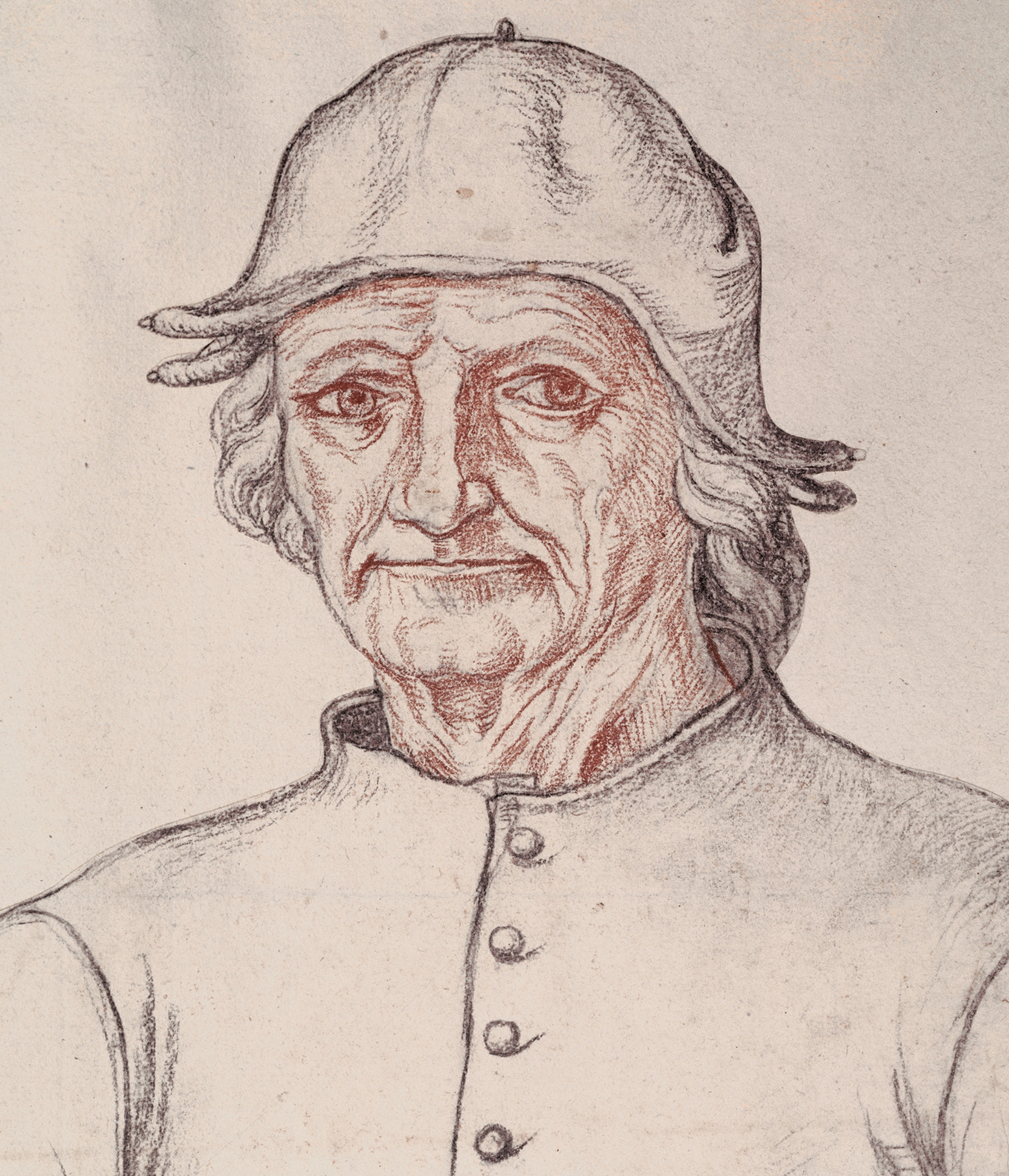
Kunstschilder Jheronimus Bosch

- Michiel Boersma (1947), topfunctionaris
- Jan Maarten Boll (1942-2020), Staatsraad
- Manon Bollegraf (1964), tennisster
- Antonius Cornelis Bolsius (1839-1874), architect
- Annemarie Bon (1954), schrijver
- Lies Bonnier (1925), zwemster
- Eduardus Josephus Hubertus Borret (1816-1867), politicus
- Ferdinand Hendrik Hubert Borret (1819-1900), politicus
- Jheronimus Bosch (ca. 1450-1516), kunstschilder
- Paulus Jan Bosch van Drakestein (1825-1894), politicus
- Abraham Bouman (1851-1906), Tweede Kamerlid
- Marcel Brands (1962), voetballer en voetbalbestuurder
- Walter Breedveld (1901-1978), schrijver
- Jan Brenninkmeijer (1956), politicus
- Nicolaas van Broeckhoven (ca. 1478-1553), humanist en theoloog
- Jasper Broekmeulen (1987), schaker
- Coen Burg (1968), voetballer
- Nelleke Burg (1951), actrice en zangeres
- Frans van der Burgt (1915-1985), beeldhouwer en medailleur

## C
- Erik Cadée (1984), atleet
- Anton Coolen (1875-1905), journalist en schrijver
- Gino Coutinho (1982), voetballer

## D
- José Damen (1959), zwemster

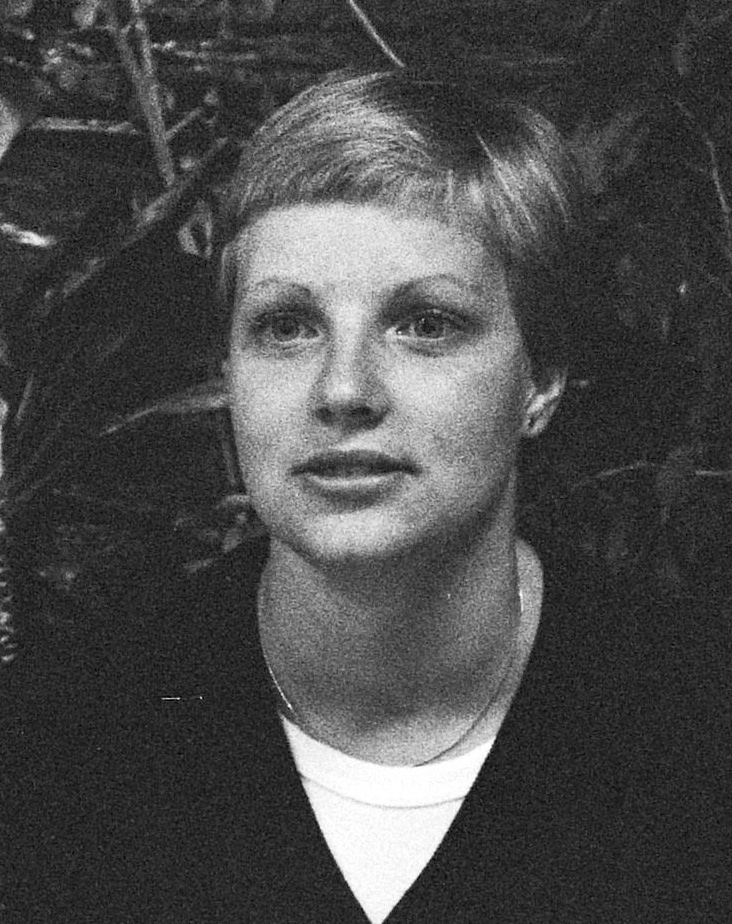
Zwemster José Damen

- Paul Damen (1954-2024), journalist, columnist en publicist
- Geert-Jan Derikx (1980), hockeyer
- Rob Derikx (1982), hockeyer
- Antoon Derkinderen (1859-1925),  kunstschilder, glazenier, tekenaar en boekbandontwerper
- Arnold Diepen (1860-1943), bisschop van 's-Hertogenbosch
- Dick van Dijk (1970), darter
- Joan van Dillen (1930-1966), architect
- Oscar van Dillen (1958), componist en muziekpedagoog
- Gerard van Dinter (1746-1820), kunstschilder
- Joseph Dobbe (1864-1900), missionaris
- Joseph van der Does de Willebois (1816-1892), politicus
- Petrus van der Does de Willebois (1843-1937), burgemeester van 's-Hertogenbosch
- Frits van Dongen (1946), architect
- Dirk Donker Curtius (1792-1864), politicus
- Willem Boudewijn Donker Curtius van Tienhoven (1778-1858), rechter en politicus
- Hockeyster Mijntje DonnersMijntje Donners (1974), hockeyster

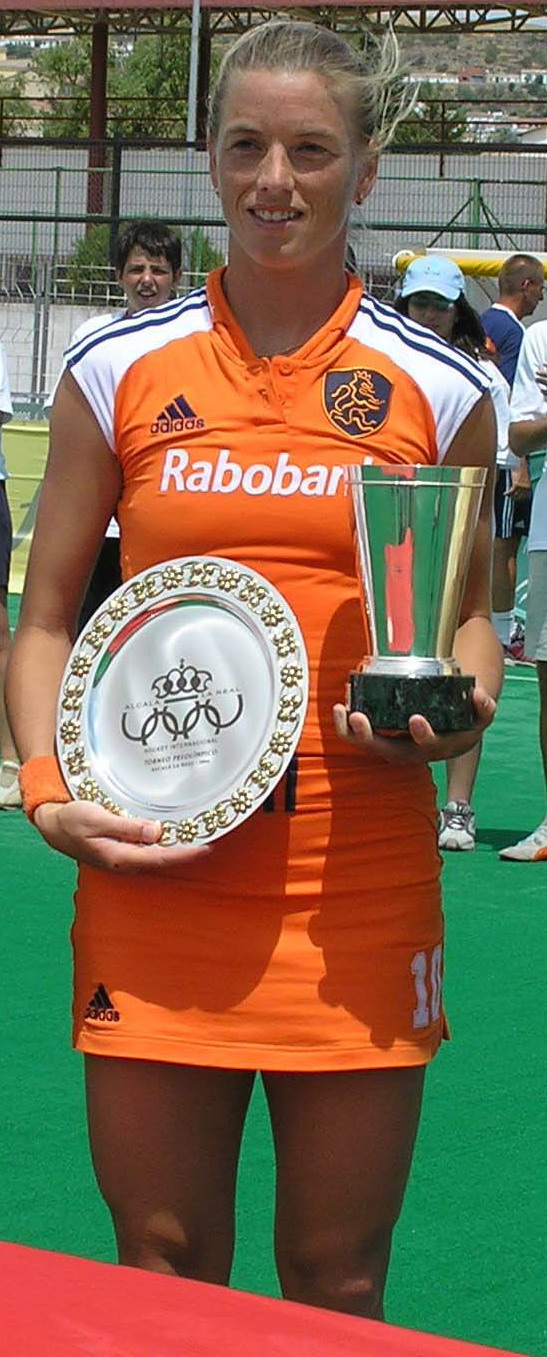
Hockeyster Mijntje Donners

- Nout van Dullemen (1892-1974), jurist
- Lindo Duvall (1973), radio-dj

## E
- Else-Marie van den Eerenbeemt (1946), familietherapeut
- Herman van Elteren (1928-2023), acteur en kunstenaar
- Fem van Empel (2002), veldrijdster en wielrenster
- Véronique van den Engh (1962), organiste en componiste

## F
- Frank Ferrari (1945-2025), zanger, componist, muzikant, producer
- Flemming (1996), zanger
- Sophie Francis (1998), live-dj en muziekproducente
- Jacques Frenken (1929-2022), beeldend kunstenaar

## G
- Ad van de Gein (1922-2014), componist en pianist van het Cocktail Trio
- Twan van Gendt (1992), bmx'er
- Wilant van Gils (1979), veldrijder
- Maartje Goderie (1984), hockeyster
- Chris de Graaff (1890-1955), journalist
- Joseph Graven (1836-1877), beeldhouwer
- Laurens Storm van 's Gravesande (1704-1775), koloniaal bestuurder
- Willem Jacob 's Gravesande (1688-1742), filosoof, natuurkundige en wiskundige
- Toon Greebe (1988-2023), darter
- Jeroen Greveling (1957-2008), oud-episcopisch bisschop
- Hester van Grinsven (1592-1635), filantroop
- Rogier van Grinsven (ca. 1565-1643), jurist en lokaal politicus
- Richard Groenendaal (1971), wielrenner
- Norbertus Reinerus Henricus Guljé (1808-1885), politicus

## H
- Kinderboekenschrijfster Margriet HeymansTim Haars (1981), acteur
- Anouar Hadouir (1982), voetballer

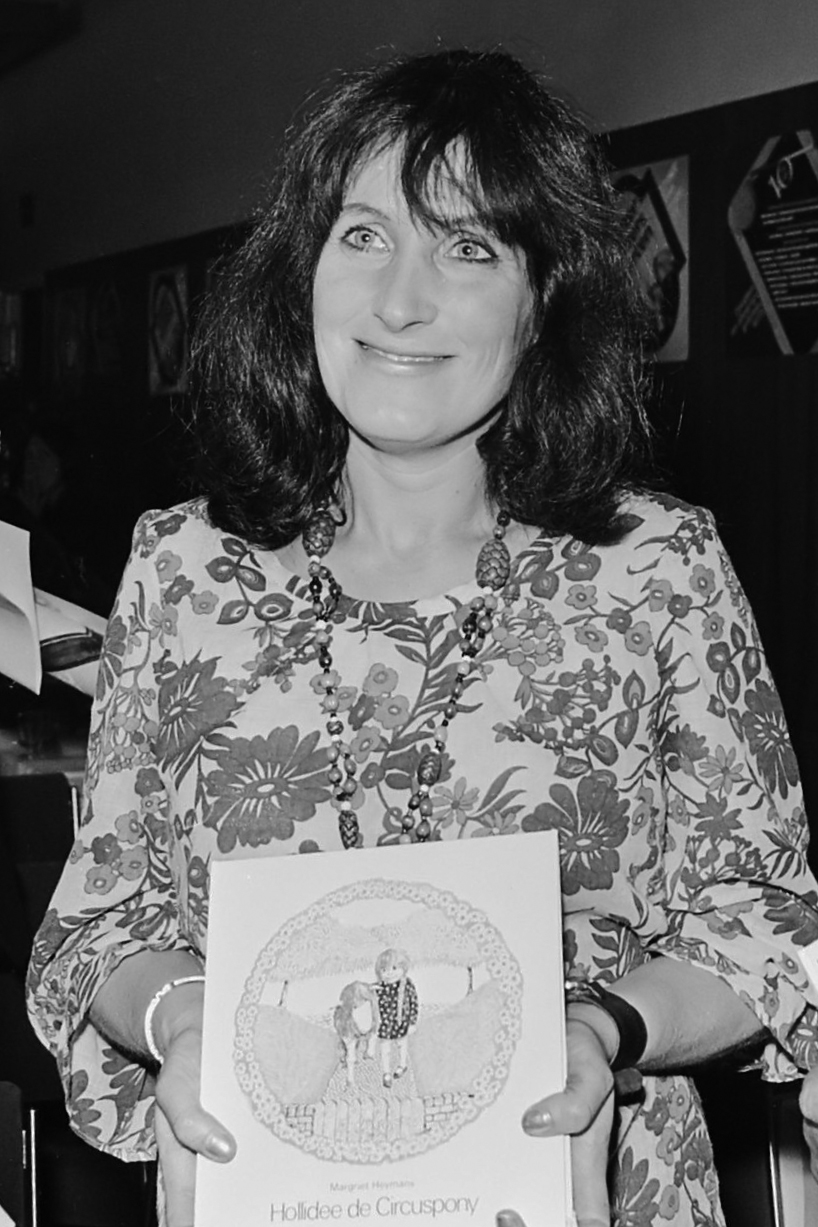
Kinderboekenschrijfster Margriet Heymans

- Leon van Halder (1955-2019), bestuurder
- Annemie Heymans (1935-2008), kinderboekenschrijfster
- Margriet Heymans (1932-2023), kinderboekenschrijfster
- Lambert Hezenmans (1841-1909), architect en schilder
- Geert Hoes (1983), acteur
- Coen van Hoewijk (1922-2007), nieuwslezer
- Jan Hommen (1943), topfunctionaris
- Willem van den Hout (1915-1985), schrijver en publicist
- Gerard van Houwelingen (ca. 1560-1600), cavaleriecommandant
- Arthur Hoyer (1957), voetballer
- Yvonne van den Hurk (1959), actrice

## J
- Albertus Jacobus Clemens Janssens (1807-1879), politiecommissaris
- Mohammed Jaraya (1996), kickbokser
- Lotte Jonathans (1977), badmintonster

## K

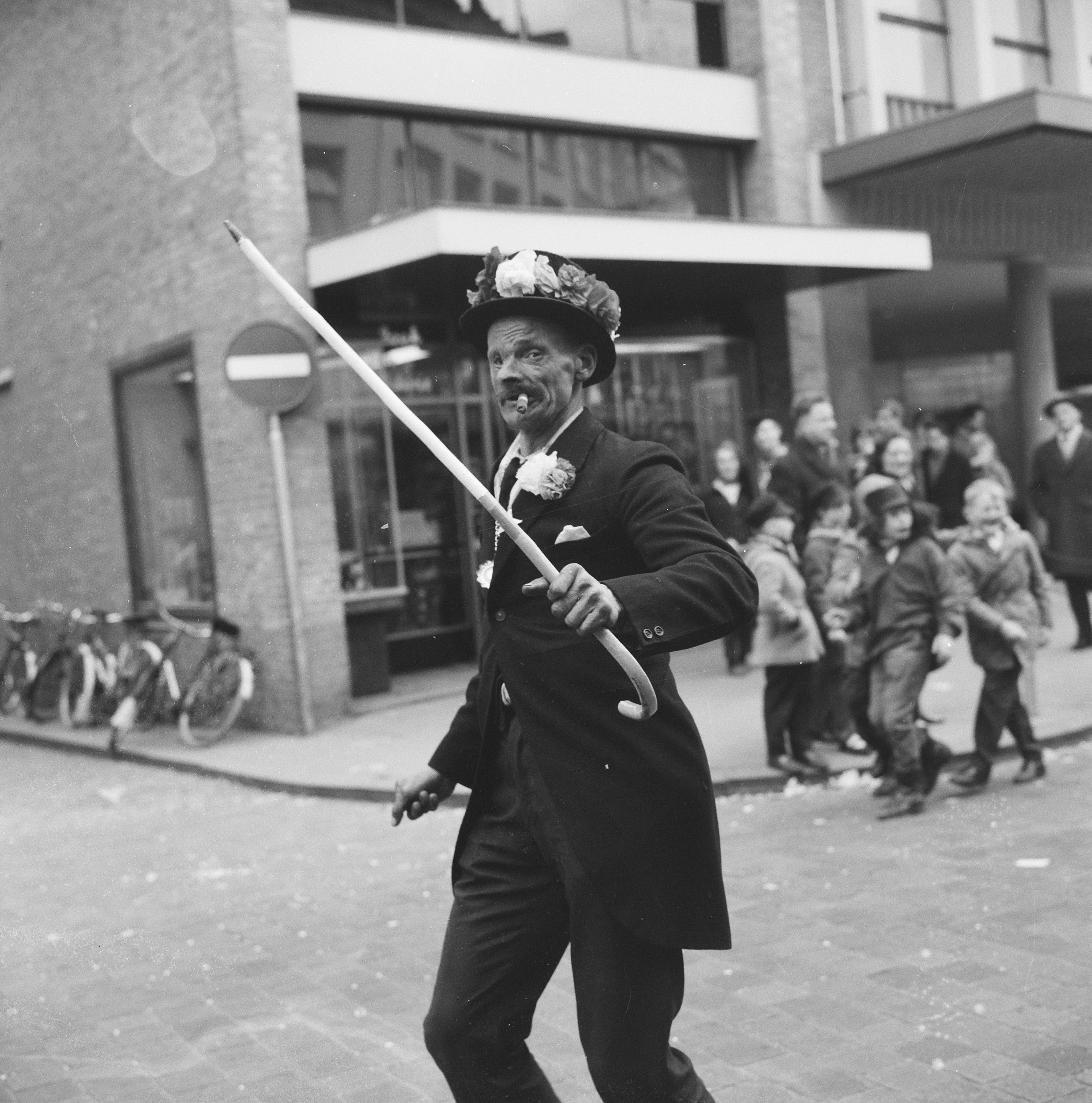
Janus Kiepoog

- Janus KiepoogWillem Keijzer (1884-1940), RKSP-politicus
- Theo Kerstel (1859-1936), graficus
- Wim Kersten (1924-2001), tekstschrijver en zanger
- Roland Kieft (1960), dirigent
- Janus Kiepoog (1914-1981), bloemenverkoper
- Hüsnü Kocabaş (1979), bokser
- Marie Koenen (1879-1959), schrijfster
- Astrid van Koert (1970), roeister
- Nellie van Kol (1851-1930), feministe
- Martin Konings (1929-2020), PvdA-politicus
- Thomas Kortbeek (1981), atleet
- Diederik Johannes Korteweg (1848-1941), wiskundige
- André Köbben (1925-2019), cultureel antropoloog
- Kees Krijgh sr. (1927-2001), voetballer
- Kees Krijgh jr. (1950), voetballer
- Marco Kroon (1970), militair
- Hendrik Kuijpers (1875-1946), industrieel

## L

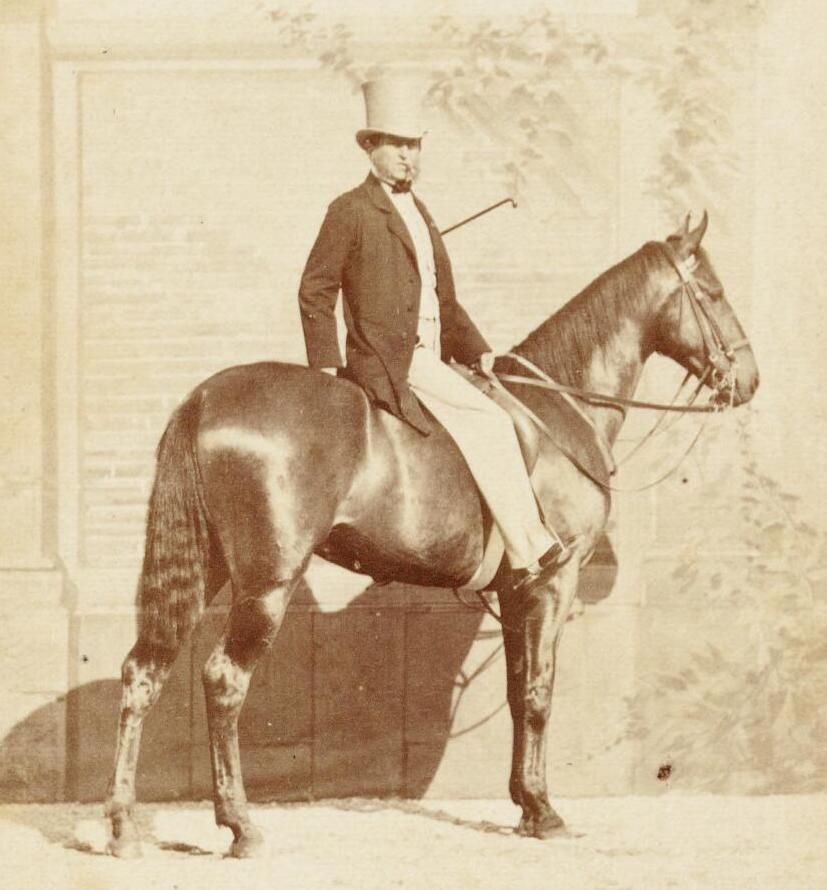
Minister Leonardus Antonius Lightenvelt

- Minister Leonardus Antonius LightenveltLouis van de Laar (1921-2004), KVP-politicus en historicus
- Hendrik de Laat (1900-1980), kunstschilder en graficus
- Frans Johan van Lanschot (1875-1949), burgemeester van 's-Hertogenbosch
- Henricus Ferdinandus Maria van Lanschot (1842-1883), burgemeester van 's-Hertogenbosch
- Petrus Adrianus de Leeuw (1833-1909), beeldhouwer
- Ton Lensen (1946), PvdA-politicus
- J.H. Leopold (1865-1925), classicus en dichter
- Peter van Lieshout (1958), psycholoog en filosoof
- Leonardus Antonius Lightenvelt (1795-1873), rechter en minister
- Pia Lokin-Sassen (1946), CDA-politicus
- Terence van der Loo (circa 1991), musicalacteur
- Willem Jansz van Loon (1537-1618), VOC-bestuurder
- Wouter Lutkie (1887-1968), priester en fascist
- Anthony Lurling (1977), voetballer
- Aloysius Franciscus Xaverius Luyben (1818-1902), politicus en burgemeester van 's-Hertogenbosch
- Johannes Luyben (1786-1859), politicus en jurist
- Arie Luyendyk jr. (1981), autocoureur

## M

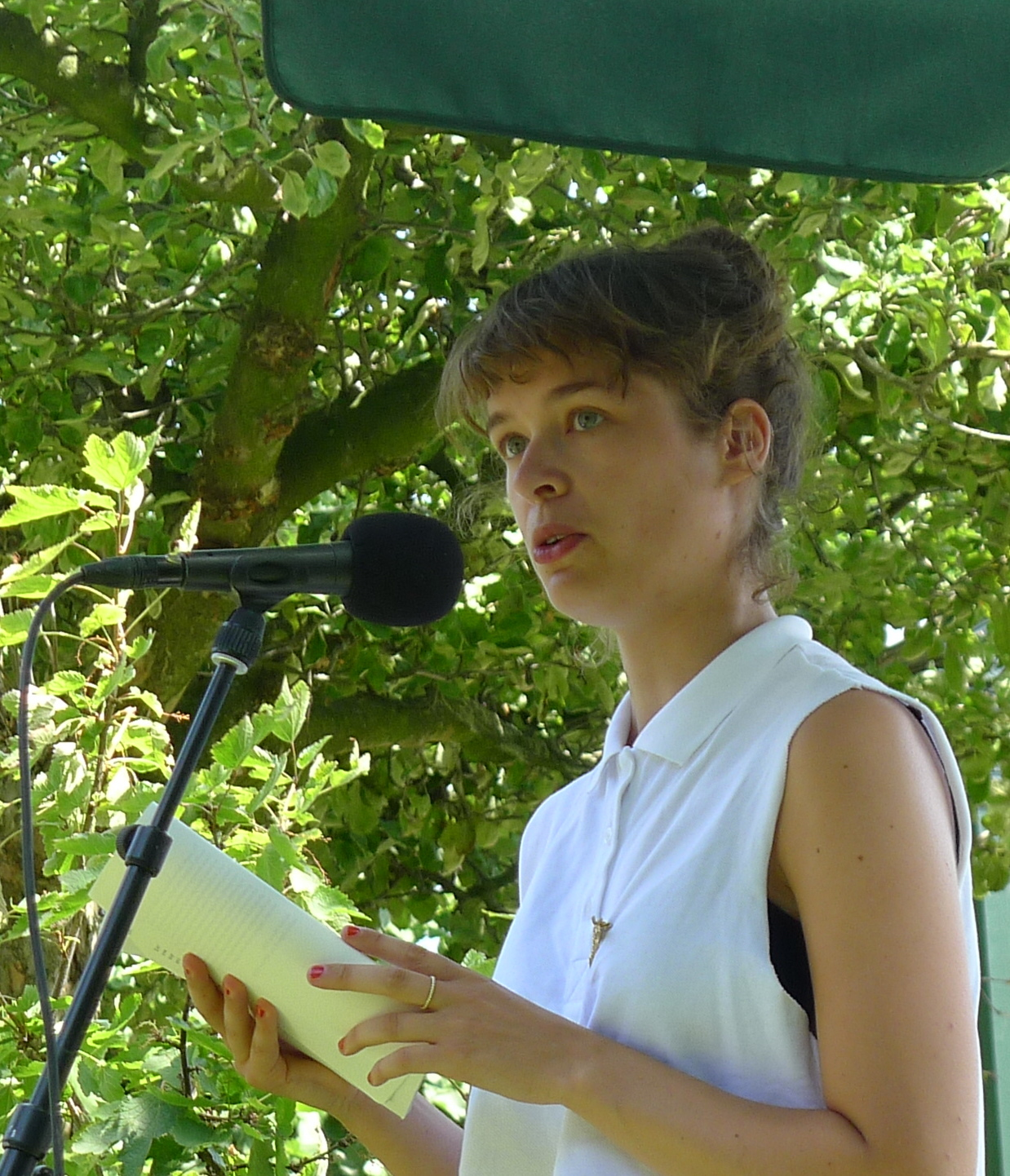
Dichteres Lieke Marsman

- Dichteres Lieke MarsmanThomas Maas (1853-1917), organist en componist
- Laurens de Man (1993), pianist en organist
- Auguste Manche (1916-2000), beeldhouwer
- Henricus Mansvelt (1852-1938), boogschutter
- Lieke Marsman (1990), dichteres
- Mental Theo (1965), dj en muziekproducent
- Ludovicus van Miert (1858-1927), jezuïet en schrijver
- Jacob Moleschott (1822-1893), arts en hoogleraar
- Gerrit de Morée (1909-1981), beeldend kunstenaar
- Roderick van de Mortel (1971), VVD-politicus
- Eef Mulders (1948), voetballer
- Appie Mussa (1998), acteur en tiktokker

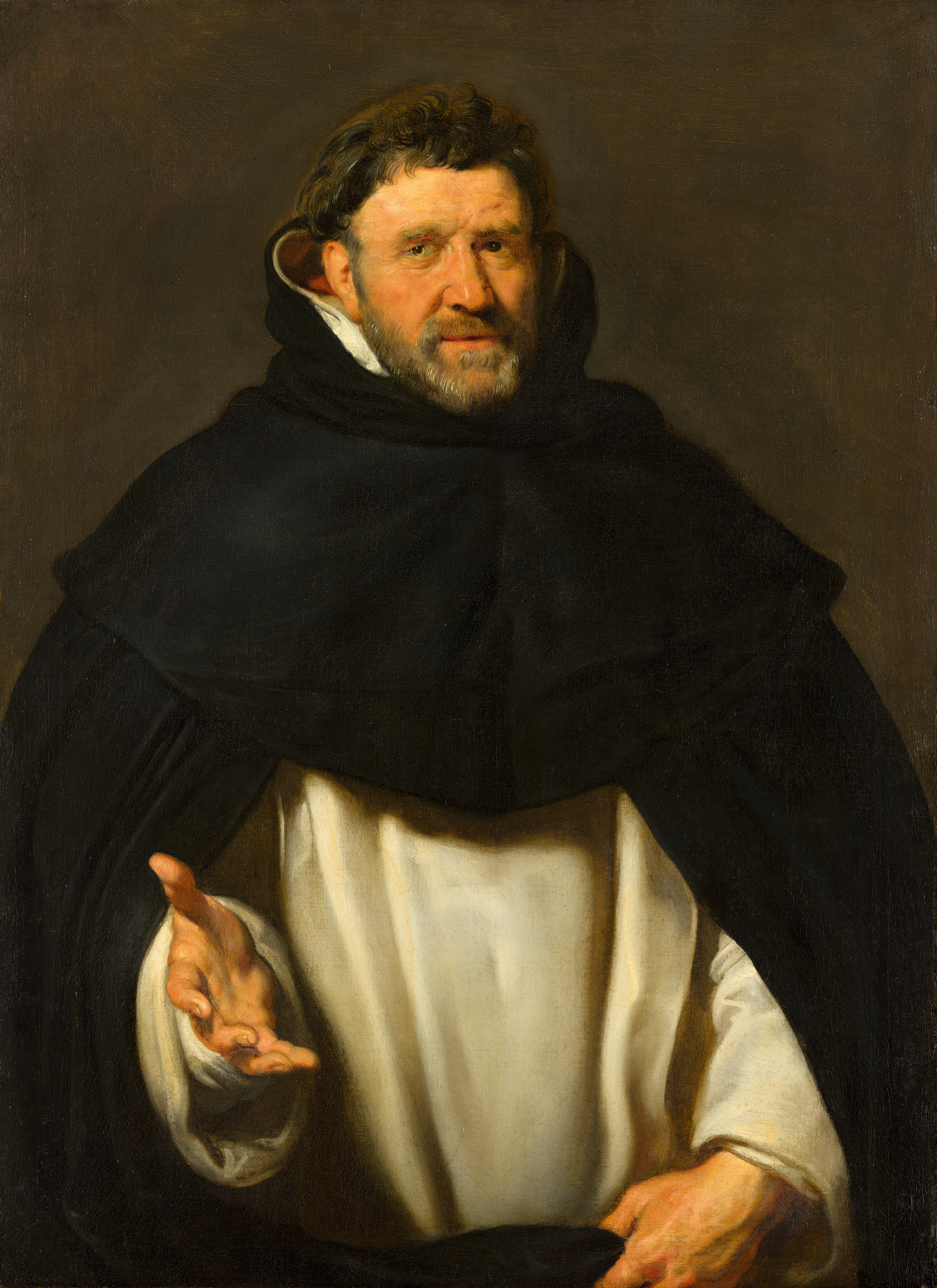
Bisschop Michael Ophovius

## N
- Daan Netten (1934-2021), voetballer
- Max van Noorden (1964-1998), windsurfer

## O

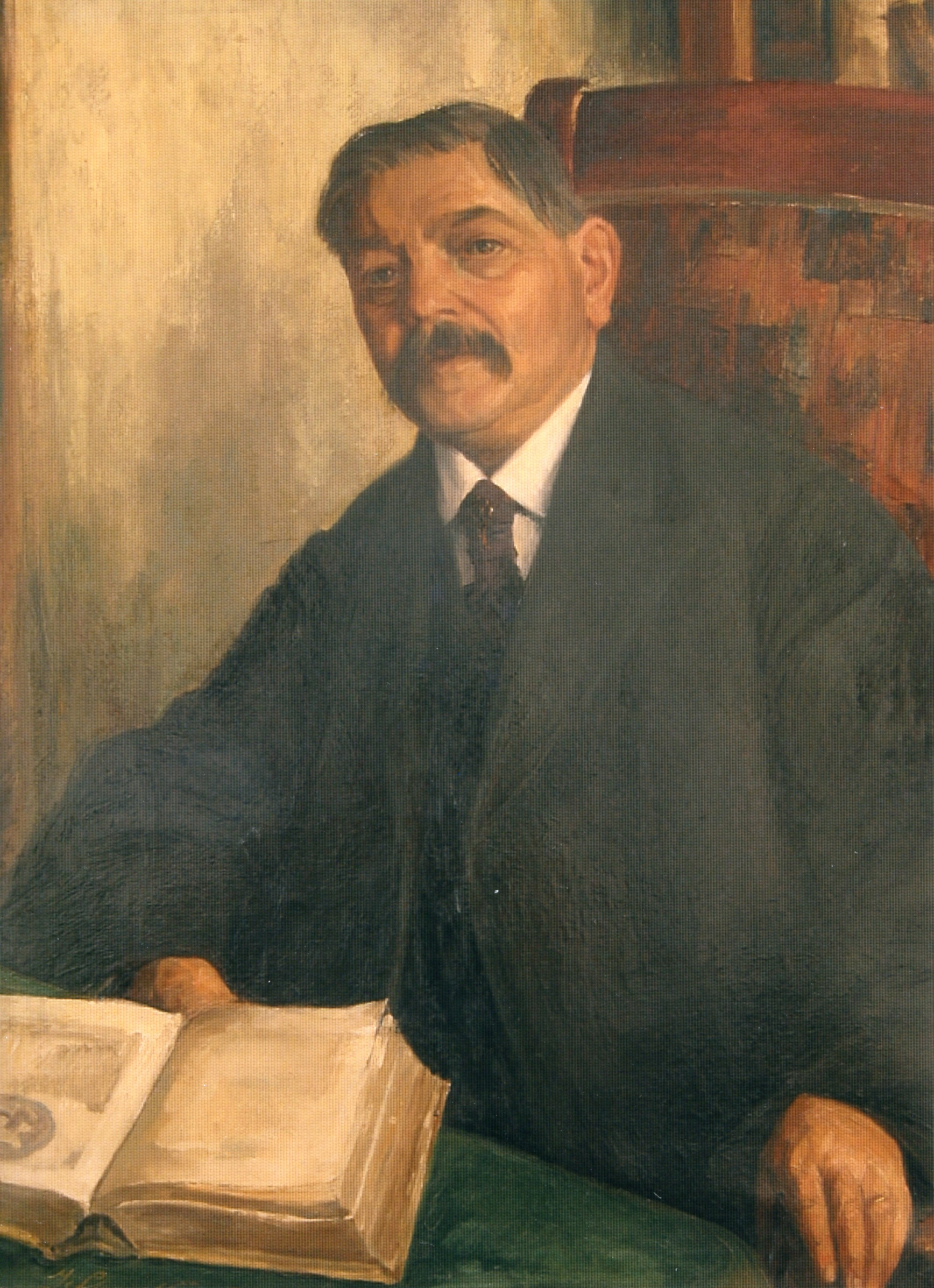
Onderwijzer Hendrik Ouwerling

- Onderwijzer Hendrik OuwerlingMaarten van Ooijen (1990), ChristenUnie-politicus
- Peter van Ooijen (1992), voetballer
- Hein van Oorschot (1952), CDA-politicus
- Michael Ophovius (1570-1637), bisschop van 's-Hertogenbosch
- Loes van Overeem (1907-1980), vrijwilligster van het Rode Kruis
- Joyce Overheul (1989), beeldend kunstenaar
- Hendrik Ouwerling (1861-1932), onderwijzer, historicus, journalist

## P
- Hendrik Palier (1785-1853), bibliofiel, schrijver en tekenaar
- Jan Paternotte (1984), D66-politicus
- Sef Pijpers jr. (1960), dirigent en klarinettist
- Lambert Poell (1872-1937), priester en voorman van de katholieke sociale beweging
- Marc Pos (1968), televisieregisseur
- Mieke Pullen (1957-2023), atlete

## Q
- Jan de Quay (1901-1985), minister-president van Nederland

## R
- Wijnhandelaar Thomas Cornelis van RijckevorselThomas Rabou (1983), wielrenner

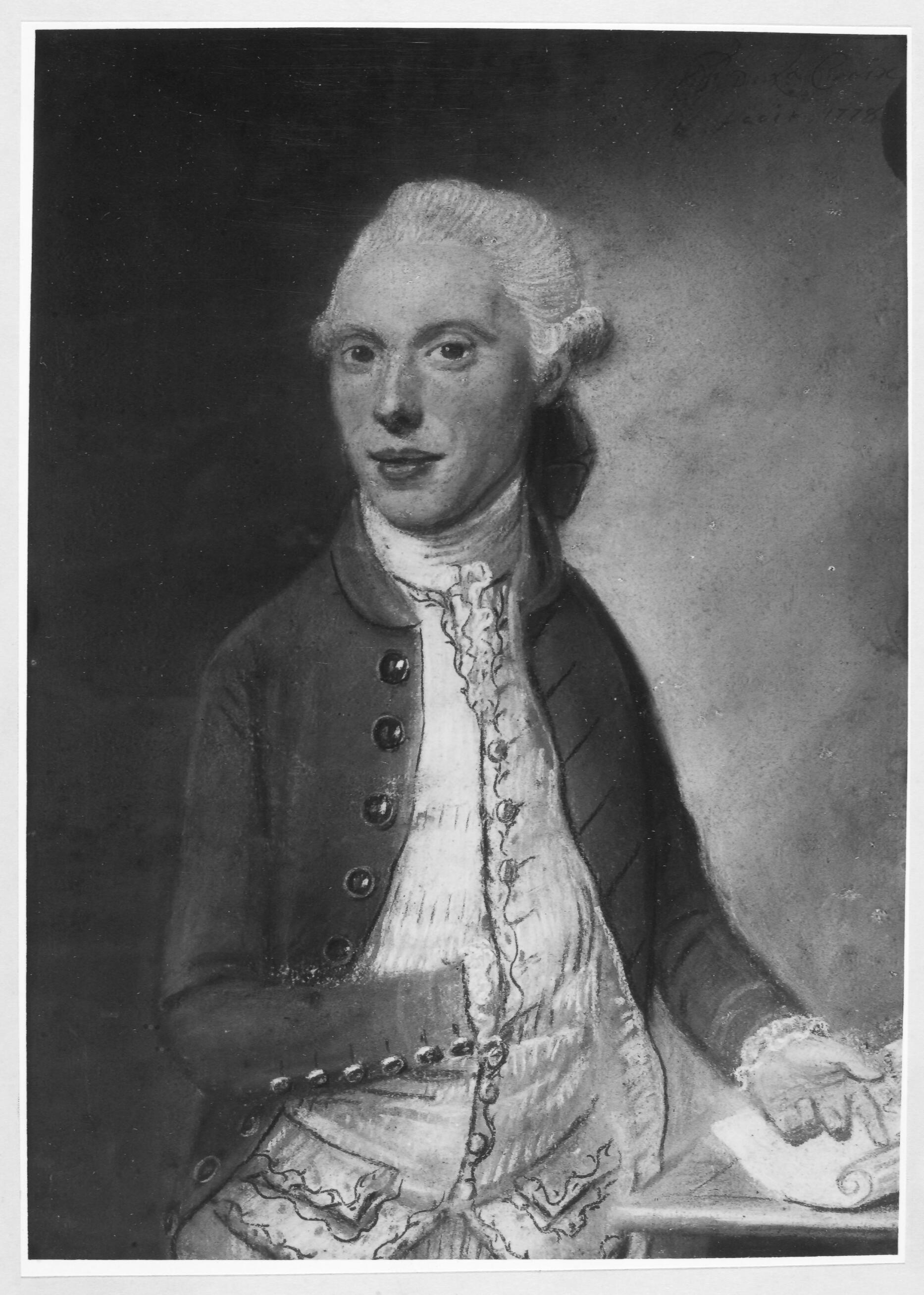
Wijnhandelaar Thomas Cornelis van Rijckevorsel

- Arnoldus de Raeff (1752-1821), secretaris en boekhouder
- Johannes Nicolaas Ramaer (1817-1887), psychiater
- Peter Reijnders (1900-1947), cineast en uitvinder.
- Willem de Ridder (1939-2022), radiomaker, verhalenverteller, tijdschriftenmaker
- Augustinus Bernardus Gijsbertus Maria van Rijckevorsel (1882-1957), politicus en bestuurder
- Cees van Rijckevorsel (1902-1975), bestuurder
- Jacobus Josephus van Rijckevorsel (1785-1862), bestuurder en kunstenaar
- Thomas Cornelis van Rijckevorsel (1751-1818), handelaar
- Thomas Cornelis Maria van Rijckevorsel (1868-1919), bestuurder
- Michel Rog (1973), CDA/NSC-politicus
- Henk van Rooij (1948-2024), voetballer
- Robin van Roosmalen (1989), kickbokser
- Theodorus van Roosmalen (1875-1957), rooms-katholiek bisschop
- Bert Röling (1906-1985), rechtsgeleerde
- Chantal Roeters (1981), zangeres en televisieproducente
- Sjef van Run (1904-1973), voetballer
- Victor Henri Rutgers (1877-1945), hoogleraar en ARP-politicus

## S
- ChristenUnie-politica Carola SchoutenErdinç Saçan (1979), PvdA-politicus

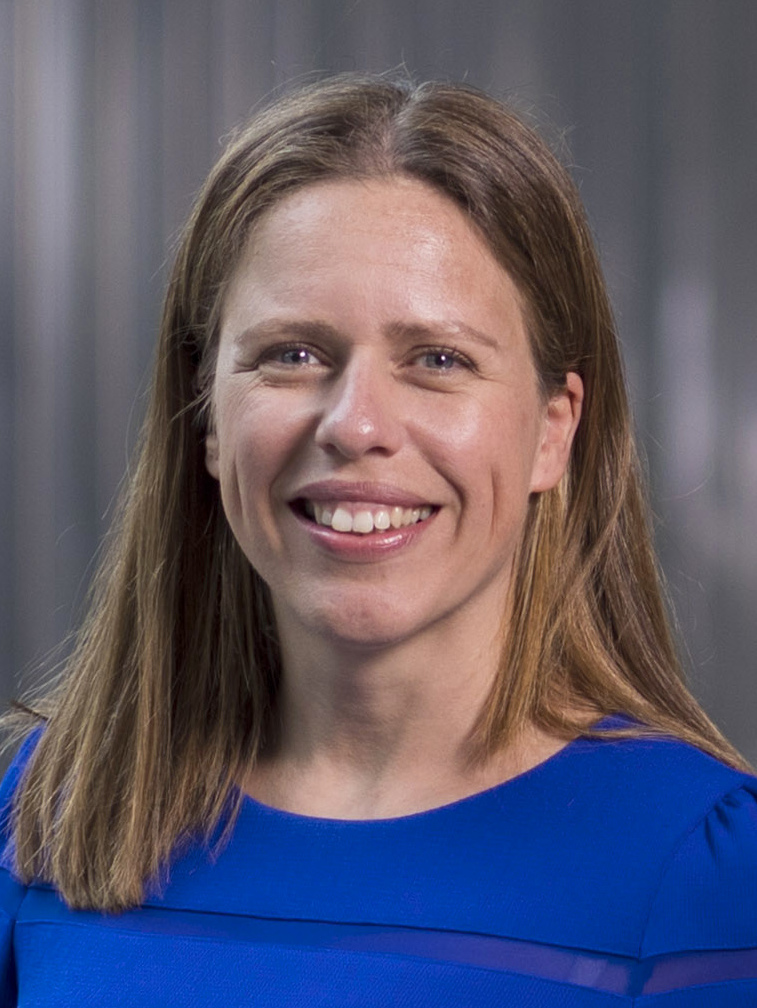
ChristenUnie-politica Carola Schouten

- Hans Salfischberger (1953), voetballer
- Maan Sassen (1911-1995), RKSP/KVP-politicus
- Cees Schapendonk (1955), voetballer
- Ignaas August Schetz van Grobbendonck (1625-1680), rooms-katholiek bisschop
- Lambertus Thomas Schenckelius (1547-1625), humanist
- Arnold Scholten (1962), voetballer
- Carola Schouten (1977), ChristenUnie-politicus
- Jeannette Slager (1881-1945), beeldend kunstenaar
- Frans Slager (1876-1953), kunstschilder
- Piet Slager sr. (1841-1912), kunstschilder
- Piet Slager jr. (1871-1938), kunstschilder
- Jan Sluijters (1881-1957), kunstschilder
- Joëlle Smits (2000), voetbalster
- Willeke Smits (1975), organiste
- Lea Smulders (1921-1993), schrijfster
- Jan Soens (ca. 1548-ca. 1611), kunstschilder
- Anne van Son (2000), voetbalster

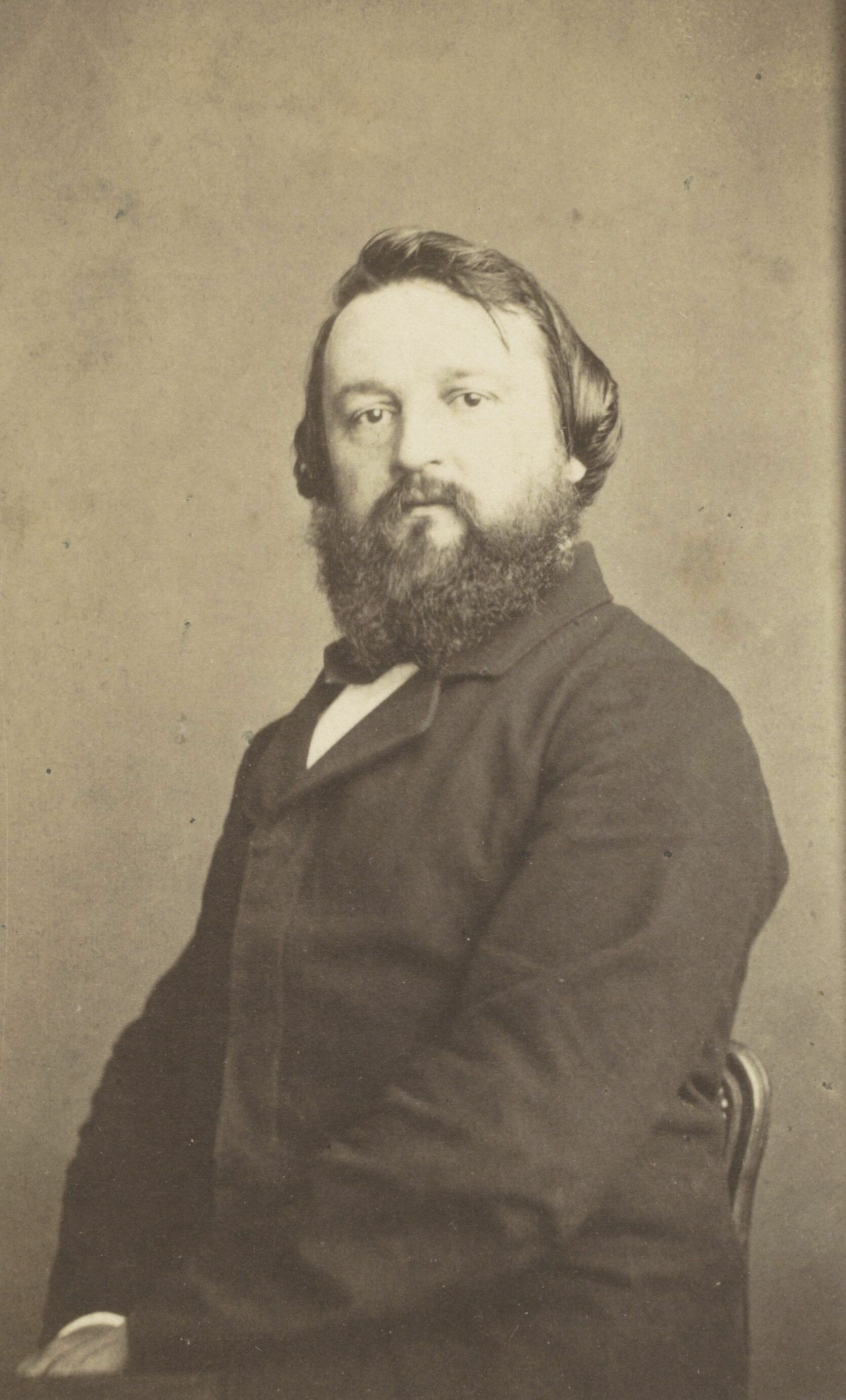
Beeldhouwer Antonius Sopers

- Beeldhouwer Antonius SopersAntonius Sopers (1823-1882), beeldhouwer
- Andy Souwer (1982), kickbokser
- Eddy Stibbe (1948), ruiter
- Lambertus Dominicus Storm (1792-1859), politicus
- Christiaen Striep (ca. 16331673), kunstschilder
- Gerardus Sulyard (1691-1730), heer van Deurne
- Robin Swane (1978), golfer

## T
- Johannes Tak van Poortvliet (1839-1904), politicus
- Jasar Takak (1982), voetballer
- Frans Teulings (1891-1966), RKSP/KVP-politicus
- Piet van Tielraden (1854-1930), beeldhouwer
- Jeroen Thijssen (1959), schrijver
- Hendrik Rudolph Trip (1779-1856), militair en politicus
- Vrouwkje Tuinman (1974), dichteres, romanschrijfster, journaliste en columniste
- Tristan Tulen (1991), schermer

## V

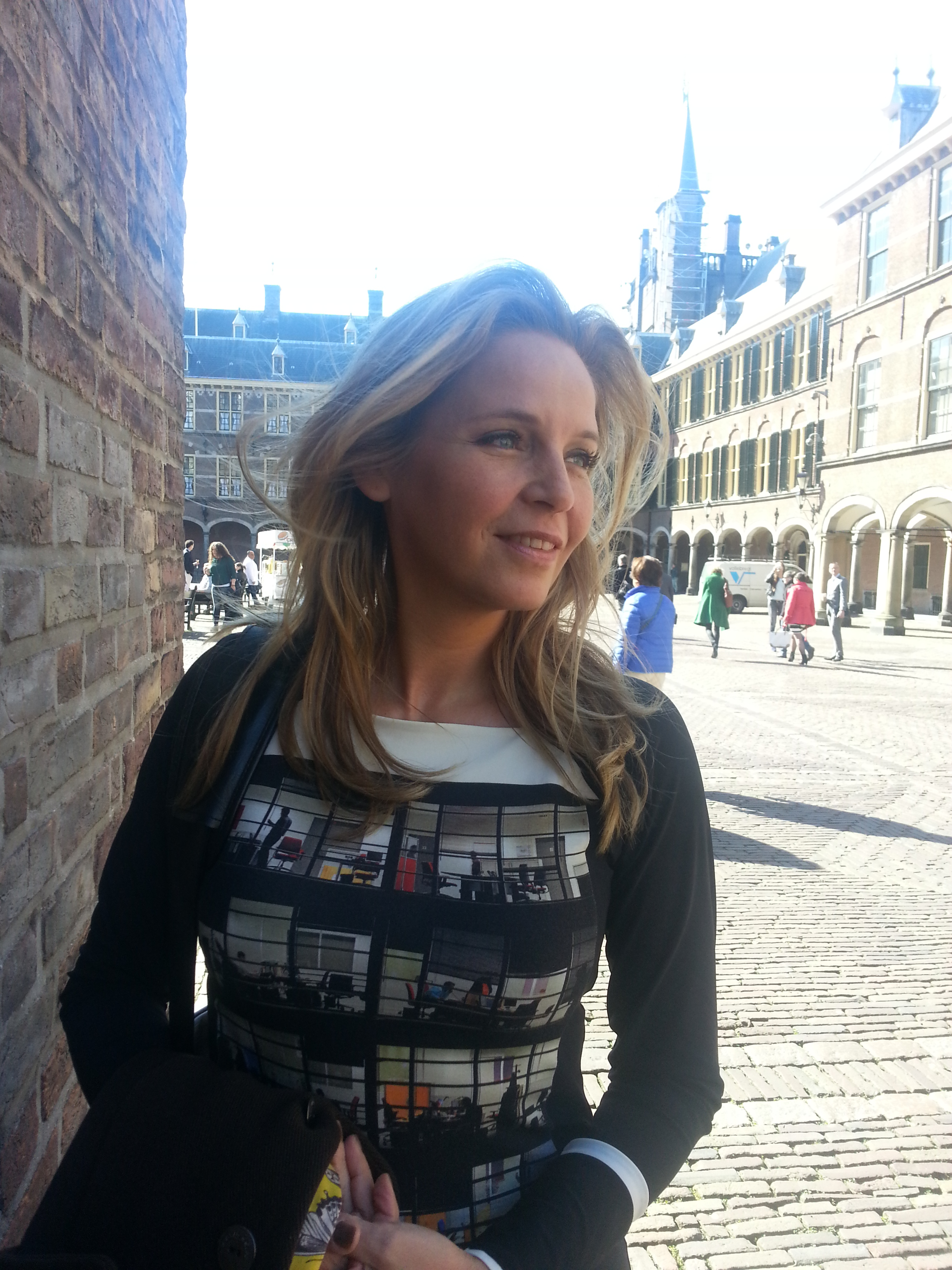
Schrijfster Esther Verhoef

- Schrijfster Esther VerhoefJCJ Vanderheyden (1928-2012), beeldend kunstenaar
- Ewald Vanvugt (1943-2025), auteur en fotograaf
- Leonardus van Veghel (ca. 1527-1572), priester en martelaar
- Karel van der Velden (1921-1993), zanger
- Jos van Veldhoven (1952), dirigent
- Abdul-Jabbar van de Ven (1977), imam
- Michelle van de Ven, musicalactrice
- Danny Verbeek (1990), voetballer
- Gijsberta Verbeet (1838-1916), kunstschilder
- Willem Verbeet (1801-1887), kunstschilder
- Roberto Verhagen (1972), voetballer
- Elma Verhey (1951-2019), journaliste
- Arnoldus Gerbrandus Verheyen (1770-1857), burgemeester van 's-Hertogenbosch
- Mayra Verheyen (1954), schrijfster
- Esther Verhoef (1968), schrijfster
- Albert Verlinde (1961), theaterproducent en televisiepresentator
- Lauren Verster (1980), presentatrice
- J.A. Vesters (1844-1881)
- Christophorus van Vladeracken (1524-1601), humanist en schrijver
- Petrus Vladeraccus (1571-1618), priester en humanist
- Wielrenster Marianne VosMarianne Vos (1987), wielrenster

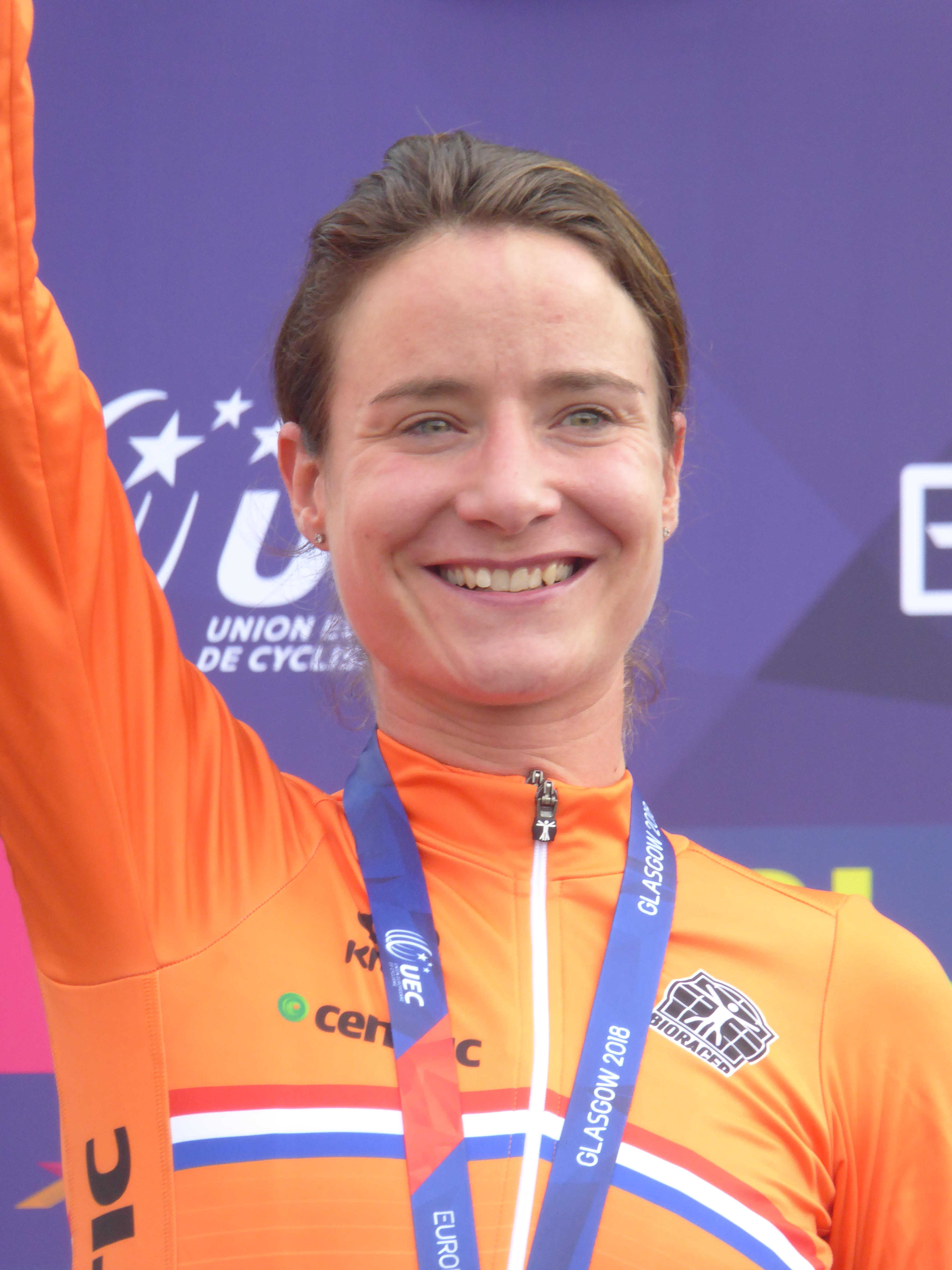
Wielrenster Marianne Vos

- Arthur Eduard Joseph van Voorst tot Voorst (1858-1928), politicus
- Louis Vreugde (1868-1936), beeldhouwer
- Marinus Vreugde (1880-1957), beeldhouwer
- Royce de Vries (1989), advocaat
- Dominique Vugts (1987), voetbalster

## W
- Frans de Waal (1948-2024), bioloog
- Lucas de Waard (1984), schrijver
- Jennifer Welts (1992), actrice
- Albert West (1949-2015), zanger
- Sophie von Weiler (1958), hockeyster
- Lodewijk de Widt (1977), goochelaar
- Gerard Wijnen (1930-2020), architect
- Willy Wilhelm (1958), judoka
- Melvin van Wingerden (1974), ijshockeyer
- Leon de Winter (1954), schrijver en columnist
- Wilhelmus Wulfingh (1839-1906), rooms-katholiek bisschop

## Z
- Ronan van Zandbeek (1988), wielrenner
- George van Zinnicq Bergmann (1851-1910), priester
- Ben van Zwieten (1924-2012), KVP/CDA-politicus

Alkmaar · 
Almelo ·
Almere · 
Alphen-Chaam · 
Alphen aan den Rijn ·
Amersfoort · 
Amstelveen · 
Amsterdam · 
Apeldoorn · 
Arnhem · 
Assen ·
Baarn · 
Bergen op Zoom · 
Bilthoven · 
Bolsward · 
Boxtel · 
Breda · 
Bredevoort · 
Brunssum · 
Bussum · 
Delft ·
Den Haag ·
Den Helder · 
Deurne · 
Deventer · 
Doetinchem ·
Dokkum · 
Dordrecht · 
Drachten · 
Ede · 
Eindhoven · 
Emmen · 
Enschede · 
Franeker · 
Geleen · 
Gouda · 
Groenlo ·
Groningen · 
Haarlem · 
Harlingen ·  
Heemstede · 
Heerenveen · 
Heerlen · 
Helmond · 
Hengelo · 
's-Hertogenbosch · 
Hilversum · 
Hoogeveen · 
Hoorn · 
Horst ·
Kampen · 
Kerkrade · 
Leerdam · 
Leeuwarden · 
Leiden · 
Lelystad · 
Maastricht · 
Meppel ·  
Middelburg  ·
Nijkerk · 
Nijmegen · 
Oldenzaal · 
Ommen · 
Oss · 
Rijswijk (Zuid-Holland) · 
Roosendaal · 
Rotterdam · 
Schiedam · 
Sittard · 
Sittard-Geleen · 
Sneek · 
Soest · 
Stadskanaal · 
Tegelen · 
Tiel · 
Tilburg · 
Urk · 
Utrecht · 
Veenendaal · 
Veghel · 
Venlo · 
Venray · 
Vlaardingen · 
Vlissingen · 
Wageningen · 
Warnsveld · 
Weert · 
Winschoten · 
Woerden · 
Zeist · 
Zierikzee · 
Zoetermeer · 
Zutphen · 
Zwolle